# Automotrici Ad 51-80
Le automotrici Ad 51-80 (chiamate comunemente automotrici Breda) sono un gruppo di automotrici a motore termico a scartamento normale costruite per le Ferrovie del Sud Est dalla Breda e dalla Aerfer tra 1958 e 1959.
Si tratta di automotrici leggere destinate al traffico passeggeri a corto raggio.
Per le Ferrovie del Sud Est sono state prodotte 30 unità immatricolate con le sigle da Ad 51 ad Ad 80.

## Storia
Queste automotrici vengono introdotte alla fine degli anni cinquanta durante il primo piano di ammodernamento delle Ferrovie del Sud Est, ammodernamento avutosi grazie all'intervento dello Stato per risanare le reti ferroviarie dopo la seconda guerra mondiale.
In questo periodo il parco rotabili di queste ferrovie è stato rinnovato con il definitivo passaggio dalla trazione a vapore a quella Diesel. Le 30 unita di questo gruppo, insieme alle 22 rimorchiate, sono state al centro di questa sostituzione in quanto rappresentavano la maggioranza dei nuovi mezzi in dotazione alle Ferrovie del Sud Est.

### Derivazione del motore
Il motore Diesel BRIF D19SB12P è lo stesso montato dalle automotrici TEE ALn 442/448 delle FS, costruito dalle Officine Breda Isotta Fraschini di Saronno.

### Livree

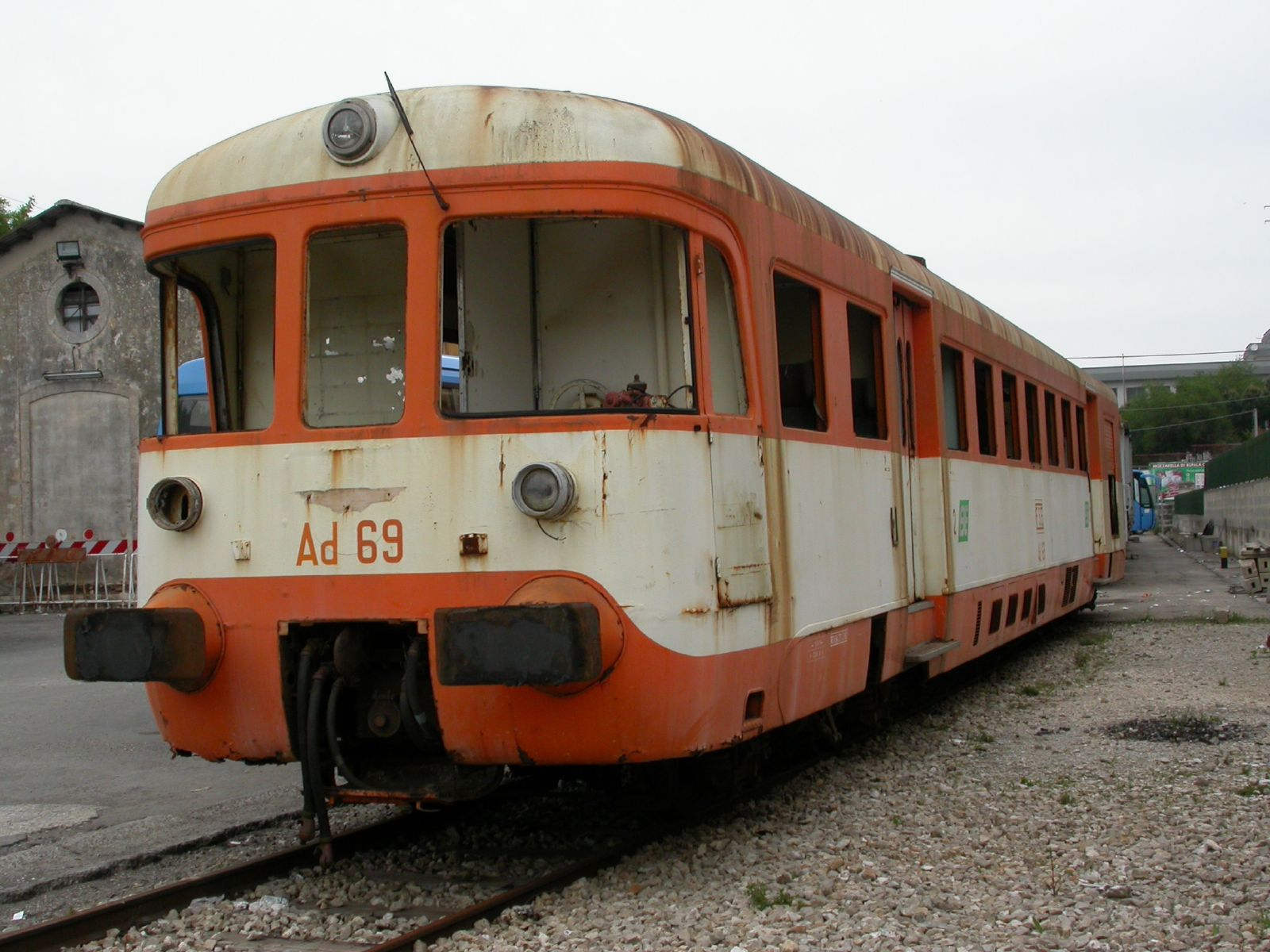
Automotrice Ad 50 in livrea arancione

Nel corso dei decenni questi mezzi hanno avuto quattro livree differenti;
- quella originale era bianca con una fascia all'altezza dei finestrini ed una fascia nella parte bassa di colore verde. I frontali erano dipinti, dai respingenti in giù, di colore rosso.
- la seconda livrea era in prevalenza di colore verde vagone con una fascia marrone alla base con la parte bassa del frontale di colore rosso.
- la terza, introdotta nella prima metà degli anni ottanta, era di colore bianco avorio con la fascia dei finestrini ed una alla base di colore arancione.
- la quarta livrea, introdotta a partire dal 2005,[4] è principalmente azzurra e grigio chiaro e una sottile fascia rossa che si ricongiunge sui frontali creando una ampia zona dove sono presenti i gruppi luminosi, il numero del mezzo ed uno stemma. Questa livrea è identica a quella utilizzata per le automotrici serie 80 e serie 120, a sua volta derivata dalle ALn 668 delle Ferrovie dello Stato.

### Ritiro e Radiazione
Al 27 maggio 2009 erano in funzione 12 unità. La Ad 54 è stata demolita nel 1993 perché incendiata.

## Caratteristiche tecniche

### Cassa
Le casse di questi mezzi sono state costruite nelle officine IMAM-Aerfer di Napoli. Alle estremità del rotabile sono presenti le due cabine di guida, direttamente connesso ad una di queste un bagagliaio di 6 m² avente due saracinesche per il carico/scarico.
In posizione paracentrale, due ampi vestiboli permettono l'accesso al mezzo ognuno con due porte "a libro" con comando di apertura di tipo elettropneumatico. Il rotabile è dotato di un compartimento di I classe e uno di II rispettivamente di 16 e 51 posti a sedere e di una ritirata.

### Rodiggio
Il mezzo è dotato di due carrelli (rodiggio B'2') di cui uno portante e uno motore anch'essi di produzione IMAM-Aerfer; la cassa è collegata ai carrelli mediante una trave oscillante in grado di muoversi sia verticalmente sia trasversalmente al carrello.
Le sospensioni sono ad elica di tipo "Eligo" identiche a quelle utilizzate dalla Breda per i complessi TEE costruiti per le Ferrovie dello Stato.

### Trasmissione
Queste automotrici sono dotate di un cambio automatico di tipo epicicloidale Wilson di 5 marce. Per le prime tre con rapporti maggiori di 1, la quarta pari ad 1 ed infine la quinta un rapporto minore di 1.
Il sistema “Self Changing Gears” funziona a marce libere o marce bloccate; con marce libere è possibile innestare qualunque marcia, indipendentemente dall'ordine, con marce bloccate è, invece, possibile innestare sono marce di ordine superiore a quella inserita.

### Motorizzazione
Il motore Diesel, di costruzione Breda, ha una struttura piatta ed è sistemato sotto la cassa mediante sospensioni elastiche. Si tratta di un motore ad iniezione indiretta sovralimentato a dodici cilindri in grado di erogare 395 kW a 1600 giri al minuto.
Di produzione Breda erano anche l'impianto termico e quello elettrico.

### Ambienti interni
I sedili sono imbottiti in spugna rivestiti di finta pelle di colore marrone ed i finestrini sono dotati di tendine parasole in stoffa di colore beige.
Gli interni e le porte sono in laminati plastici di colore giallo chiaro. Nel corso dei decenni i finestrini sono stati sostituiti con moduli del tipo Sessa-Klein. Nella prima classe i sedili sono poltroncine monoposto con braccioli a differenza della seconda dove sono monoblocco.
Durante i ricoveri del primo decennio del XXI secolo in officina ad alcune di queste automotrici è stato installato un impianto di aria condizionata il cui motore è stato collocato nel vano bagagli.

## Rimorchiate FSE R 551-572

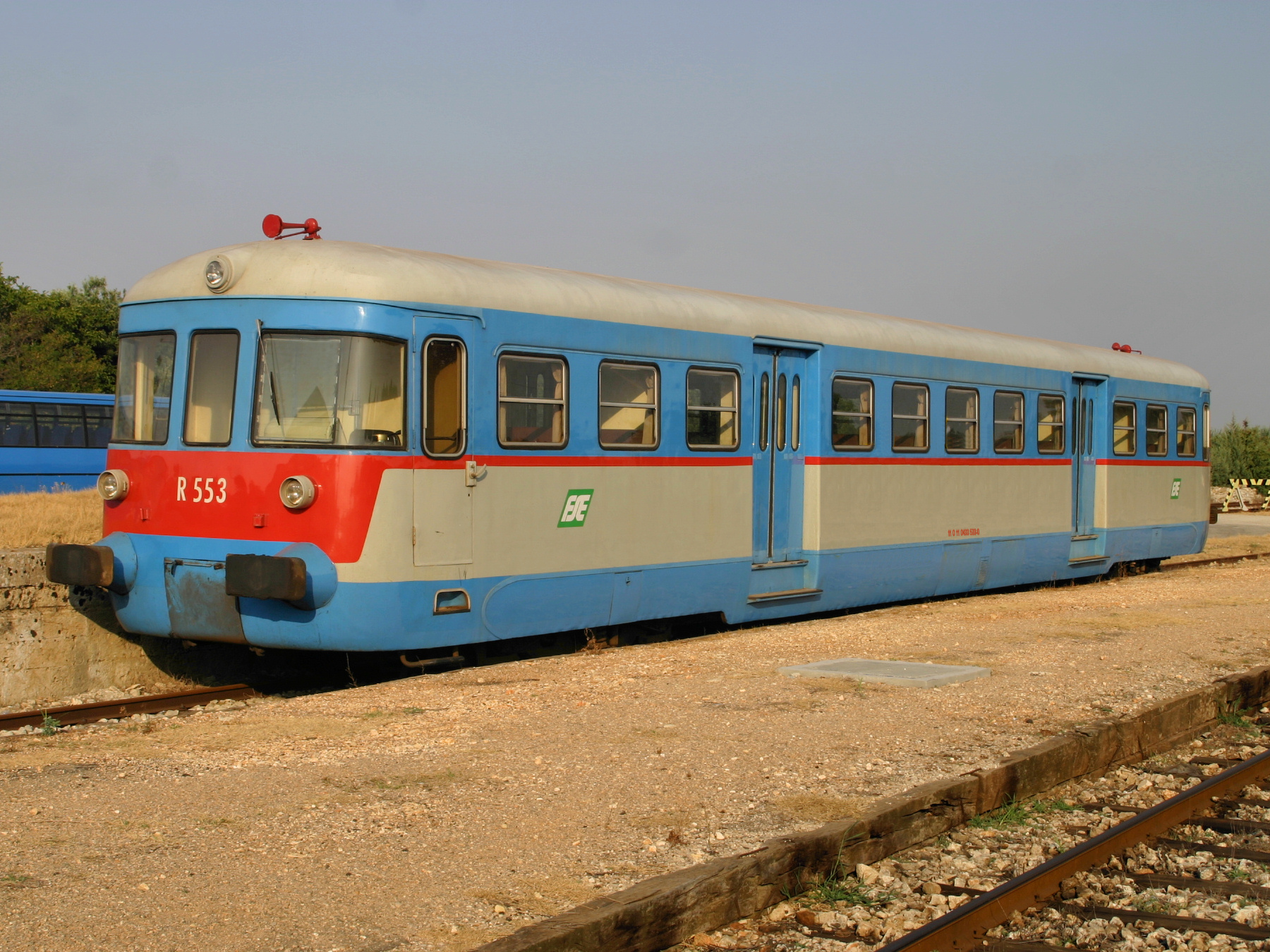
Rimorchiata R 553

Tra il 1960 e il 1961 furono consegnate dalle Officine Meccaniche della Stanga le 22 rimorchiate pilota R 551-572,. equipaggiate con carrelli e impianti elettrici TIBB e simili nella cassa e nei carrelli alle automotrici Ad 51-80, con cui potevano essere accoppiate, anche in comando multiplo, con un accoppiatore elettrico a 54 poli e opportune condotte pneumatiche.

### Caratteristiche tecniche
La cassa di questo mezzo differisce da quella delle automotrici per la posizione più paracentrale delle porte, per l'assenza del bagagliaio e per la presenza di una sola cabina di guida. Il mezzo ha una capacità di 81 posti a sedere.
La massa a vuoto del rotabile è di 25.000 kg.
Le rimorchiate R 551-572 sono state utilizzate dalle Ferrovie del Sud Est anche come semplici carrozze passeggeri, trainate dalle locomotive Diesel BB 151-163, appositamente adattate con un accoppiatore pneumatico per l'alimentazione della condotta dei servizi (la cosiddetta "condotta di pressione"), o D 343, DE 122 e D 753, tutte già munite della "condotta principale".